# Jabhat al-Nusra
Jabhat Fatah al-Sham, tidigare känd som Jabhat al-Nusra eller Nusrafronten, var en salafistisk, jihadistisk rörelse i Syrien som stred mot Bashar al-Assads regering i det syriska inbördeskriget. Gruppen var en gren av al-Qaida och var terrorstämplad av USA och svartlistad av FN:s säkerhetsråd. Gruppen bestod av de mest stridsvana av de syriska rebellerna och var dessutom välbeväpnad, välorganiserad och välfinansierad.
I januari 2017 upplöstes Jabhat Fatah al-Sham för att tillsammans med en rad andra grupperingar återuppstå som Hayat Tahrir al-Sham (HTS).